# A' music è speranz
A' music è speranz è un EP del rapper italiano Hunt MC, pubblicato il 13 marzo 2010 dalla Dint Recordz.

## Tracce
1. A' music è speranz – 1:13
2. Lontano da qua – 3:44
3. Sul p mmè stess – 1:32
4. Rint 'a Merd – 2:24
5. A' vendett ra' mij (feat. Soundblasta) – 5:01

## Formazione
- Hunt MC – voce
- Scissor – produzione, registrazione, montaggio e missaggio, scratch, mastering (eccetto traccia 4)
- Soundblasta – voce aggiuntiva (traccia 5)
- DJ Rogo – produzione, registrazione, montaggio, scratch, mastering (traccia 4)
- Tonico70 – missaggio (traccia 4)